# Zenithoptera anceps
Zenithoptera anceps är en trollsländeart som beskrevs av Pujol-luz 1993. Zenithoptera anceps ingår i släktet Zenithoptera och familjen segeltrollsländor. Inga underarter finns listade i Catalogue of Life.